# Groupe Union Défense
Groupe Union Défense (originalmente llamado Groupe Union Droit), más conocido como GUD, es un sindicato de estudiantes de extrema derecha francés. 
El GUD estaba basado en la Universidad Panthéon-Assas, una reconocida escuela de derecho en París.

## Ideología
Formada como organización juvenil anticomunista de extrema derecha, a mediados de la década de 1980, la GUD se volvió hacia el apoyo de los movimientos de la Tercera Posición y las teorías "revolucionarias nacionales".

## Cultura
GUD tomó como símbolo la cruz celta y las ratas negras cómicas.
Algunos grupos musicales de Rock Identitaire Français tenían conexiones con GUD.

## Historia

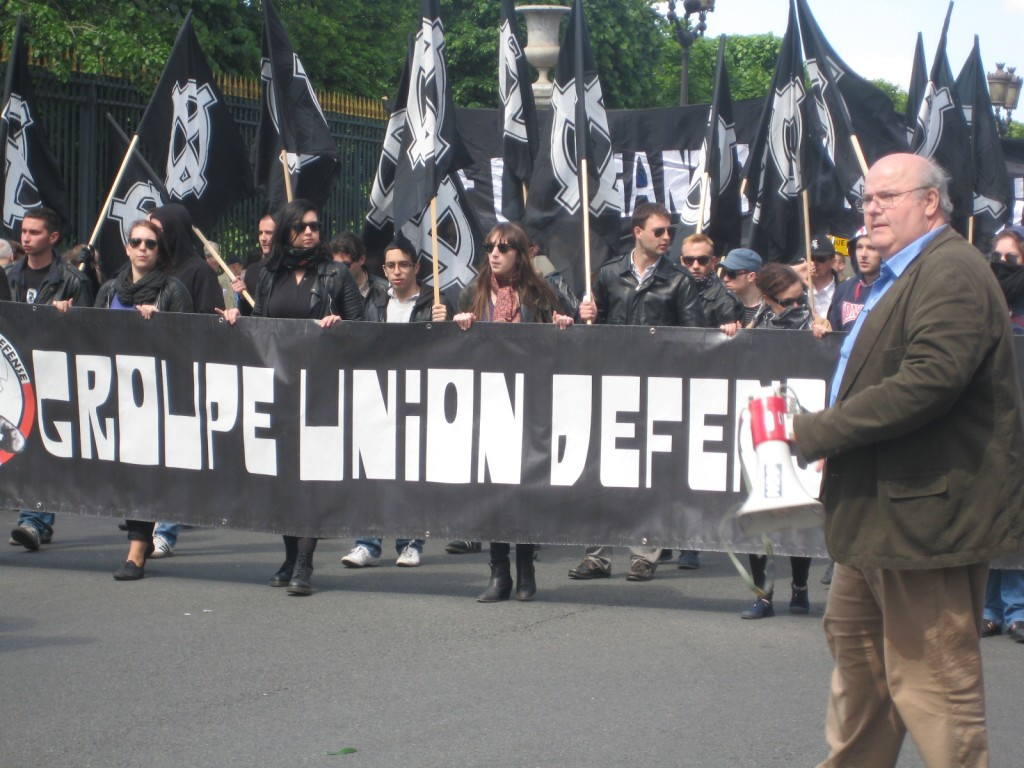
Miembros del GUD durante una manifestación en París en 2012.

GUD fue fundada en 1968 bajo el nombre de Union Droit en la Universidad Panthéon-Assas por Alain Robert, Gérard Longuet, Gérard Ecorcheville y algunos miembros del movimiento político Occident. 
Miembros del GUD participaron en la fundación de Ordre Nouveau en 1969.
Durante los años setenta y principios de los ochenta, vinculados a las Parti des Forces Nouvelles (PFN), el GUD publicó la satírica mensual Alternative.
En 1984, una lista de la Union des étudiants de droite (UED), sindicato "nacido sobre las cenizas de la GUD", participó en las elecciones de delegados estudiantiles al consejo de administración de Sciences Po Paris. En sexto lugar aparece el nombre de Nathalie Ducoulombier, nombre de soltera de Nathalie Loiseau, exdirectora de la École nationale d'administration (2012-2017), ministra encargada de Asuntos Europeos (2017-2019) y diputada europea (desde 2019) del movimiento político de Emmanuel Macron, Renew Europe.
El 9 de mayo de 1994, Sébastien Deyzieu miembro de GUD murió luego de enfrentamientos entre nacionalistas y policías antidisturbios. Después de este evento, algunos grupos nacionalistas franceses formaron una organización paraguas, el Comité du 9-Mai (C9M) y realizan anualmente marchas conmemorativas en París el 9 de mayo.
En 1998, el Grupo se unió con Jeune Résistance y la Union des cercles résistance, filiales del grupo Nouvelle Résistance, bajo el nombre de Unité Radicale, disuelto después del intento fallido de asesinato de Maxime Brunerie contra el presidente Jacques Chirac.
En 2004, el GUD se reformó bajo el nombre de Ressemblement étudiant de droite. Su publicación es Le Dissident. 
En 2017, miembros del GUD ocuparon un edificio en Lyon y fundaron el movimiento político Bastión Social.
En 2024, miembros de GUD marcharon por las calles de Paris.

## Miembros
Los sucesivos líderes del GUD fueron: Alain Robert, Jack Marchal, Jean-François Santacroce, Serge Rep, Philippe Cuignache, Charles-Henri Varaut, Frédéric Chatillon, William Bonnefoy, Benoît Fleury. 

### Voluntarios militares
Algunos miembros de la GUD han luchado en la Guerra Civil Libanesa en 1976, la Guerra de Independencia de Croacia en la década de 1990 y en Birmania durante el conflicto de Karen. En 1985, miembro del GUD Jean-Philippe Courrèges fue asesinado en acción luchando por el KNLA.
Los miembros de GUD han tenido vínculos con el Departamento de Protección-Seguridad, que es la organización de seguridad del partido político de extrema derecha Agrupación Nacional.
El exmiembro de la GUD Alain Orsoni fue miembro del FLNC.